# De La Rue

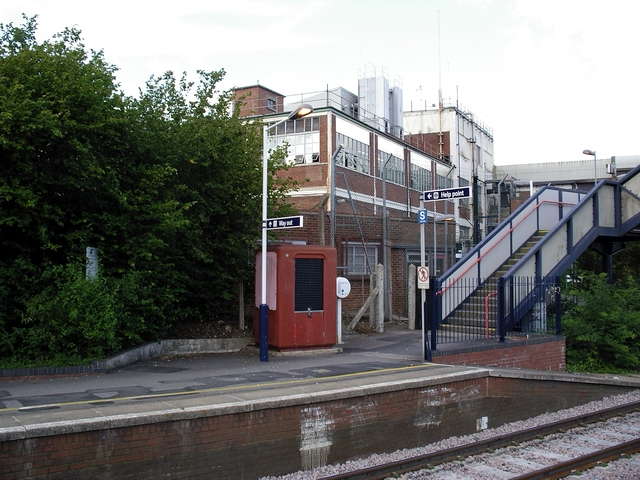
Papiernia De La Rue w Overton, Wielka Brytania

De La Rue – największa na świecie wytwórnia dokumentów specjalnych oraz papieru z zabezpieczeniami, działająca od 1813 r.
Profil przedsiębiorstwa skupia się wokół produkcji banknotów oraz dokumentów o najwyższej klasie zabezpieczeń, np. paszportów, czeków i dowodów tożsamości. Przedsiębiorstwo produkuje także cały asortyment sprzętu związany z produkcją, przetwarzaniem czy przechowywaniem pieniędzy. De La Rue jest także producentem rozwiązań informatycznych dla banków centralnych, jest także pionierem w wielu dziedzinach rozwiązań identyfikacji tożsamości dla różnych państw, głównie jeśli chodzi o paszporty czy karty prawa jazdy.

## Polska
W 1993-1994 w wyniku konieczności denominacji banknotów został ogłoszony przetarg na produkcję nowej wersji banknotów polskich – z czterech wytwórni w tym Polskiej Wytwórni Papierów Wartościowych, jedynie przedsiębiorstwo De La Rue z Wielkiej Brytanii spełniało wymagania dotyczące standardów zabezpieczeń i jakości banknotów oraz terminów ich dostaw, oferując przy tym najniższe ceny. Banknoty te, produkowane przez Polską Wytwórnię Papierów Wartościowych Spółkę Akcyjną po przeniesieniu ich produkcji do Polski, odpowiadają wiernie wszystkim parametrom wizerunku, zabezpieczeń i standardów jakości określonym przez NBP dla De La Rue. Umowa w sprawie przeniesienia produkcji banknotów z serii Władcy Polski, zawarta w 1997 r. przez NBP i De La Rue, wiązała się z poniesieniem jednorazowej opłaty za wykorzystanie własności intelektualnej De La Rue oraz świadczenie przez to przedsiębiorstwo pomocy konsultacyjnej i szkoleniowej dla Polskiej Wytwórni Papierów Wartościowych.